# Masillamys
Il masillamio (gen. Masillamys) è un roditore estinto, vissuto nell'Eocene medio (circa 48 milioni di anni fa). I suoi resti fossili sono stati ritrovati in Germania, nel ben noto giacimento di Messel. 

## Descrizione
Questo animale è noto per alcuni fossili eccezionali ritrovati nel giacimento di Messel; questi, oltre a conservare nel dettaglio lo scheletro, hanno conservato il contorno del corpo dell'animale, a causa dell'impressione dei tessuti molli e della pelliccia nello scisto. Masillamys era un roditore di media taglia, simile a quella di un grosso scoiattolo, e doveva superare con facilità i 30 centimetri di lunghezza. Possedeva zampe corte, simili a quelle delle attuali arvicole (topi scavatori), e un corpo allungato; come tutti i roditori, possedeva grandi incisivi a crescita continua.

## Classificazione
Masillamys è stato descritto per la prima volta da Tobien nel 1954. I fossili di questo animale sono stati ritrovati unicamente nel giacimento di Messel, in Germania meridionale; ciò è un'espressione di un provincialismo faunistico tipicamente europeo, con forme autoctone nei vari giacimenti paleogenici. Masillamys è noto per tre specie: M. beegeri, M. mattaueri e M. krugi, tutte provenienti da Messel.  
Alcune caratteristiche dentarie piuttosto evolute (ad esempio la presenza di creste trasversali sui molari lofodonti) indicano che Masillamys era un membro della famiglia Theridomyidae, derivata probabilmente dai più arcaici ischiromidi (Ischyromyidae). Masillamys, all'interno dei teridomidi, sembrerebbe essere stato uno dei più primitivi.

## Paleoecologia
La fauna di Messel include numerose specie di roditori: oltre alle tre specie di Masillamys, sono da ricordare anche gli arcaici Ailuravus e Microparamys e l'antico ghiro Eogliravus. È probabile che ogni specie occupasse una distinta nicchia ecologica; ad esempio, le specie di Masillamys potrebbero essere stati animali scavatori.